# 바라놉스키역
바라놉스키역(Барановский)은 러시아 프리모르스키 지방 바라놉스키에 있는 철도역이다. 시베리아 횡단 철도와 극동 철도 하산스키 선이 이 역에서 분기되며 바라놉스키-하산 선을 통해 하산 역에서 조선민주주의인민공화국의 두만강선까지 이어진다. 블라디보스토크 역까지 약 89km 거리이다.

## 연혁
- 1893년 : 영업 개시
- 1916년 : 공식적인 철도역으로 승격